# Catedrala din Lima
Catedrala Sfântul Apostol Ioan (în spaniolă Catedral San Juan Apóstol y Evangelista) este un monument istoric și de arhitectură din Lima, catedrala Arhidiecezei de Lima.